# Élections législatives de 1997 à Mayotte
Les élections législatives françaises de 1997 se déroulent le 25 mai et le 1er juin. Dans le territoire de Mayotte, un député est à élire dans le cadre d'une circonscription.

## Élus
| Circonscription        | Député sortant      | Parti | Parti    | Député élu ou réélu | Parti | Parti    |
| ---------------------- | ------------------- | ----- | -------- | ------------------- | ----- | -------- |
| Circonscription unique | Henry Jean-Baptiste |       | UDF (FD) | Henry Jean-Baptiste |       | UDF (FD) |

## Résultats

### Résultats à l'échelle de la collectivité
| Parti          | Parti                              | Premier tour | Premier tour | Second tour | Second tour | Sièges |
| Parti          | Parti                              | Voix         | %            | Voix        | %           | Sièges |
| -------------- | ---------------------------------- | ------------ | ------------ | ----------- | ----------- | ------ |
|                | Union pour la démocratie française | 12 214       | 46,7         | 14 246      | 51,67       | 1      |
|                | Rassemblement pour la République   | 11 354       | 43,41        | 13 324      | 48,33       | 0      |
|                | Divers droite                      | 1 118        | 4,27         |             |             | 0      |
|                | Droite parlementaire               | 24 686       | 94,39        | 27 570      | 100,00      | 1      |
|                |                                    |              |              |             |             |        |
|                | Parti socialiste                   | 1 040        | 3,98         |             |             | 0      |
|                | Les Verts                          | 138          | 0,53         | 0           |             |        |
|                | Gauche plurielle                   | 1 178        | 4,50         |             |             | 0      |
|                |                                    |              |              |             |             |        |
|                | Divers                             | 148          | 0,57         |             |             | 0      |
|                | Front national                     | 141          | 0,54         | 0           |             |        |
|                |                                    |              |              |             |             |        |
| Inscrits       | Inscrits                           | 37 365       | 100,00       | 37 407      | 100,00      | 1      |
| Abstentions    | Abstentions                        | 11 062       | 29,61        | 9 625       | 25,73       |        |
| Votants        | Votants                            | 26 303       | 70,39        | 27 782      | 74,27       |        |
| Blancs et nuls | Blancs et nuls                     | 150          | 0,57         | 212         | 0,76        |        |
| Exprimés       | Exprimés                           | 26 153       | 99,43        | 27 570      | 99,24       |        |

### Résultats par circonscription
| Candidat       | Candidat                          | Parti          | Premier tour | Premier tour | Second tour | Second tour |  |
| Candidat       | Candidat                          | Parti          | Voix         | %            | Voix        | %           |  |
| -------------- | --------------------------------- | -------------- | ------------ | ------------ | ----------- | ----------- |  |
|                | Henry Jean-Baptiste sortant réélu | UDF (FD)       | 12 214       | 46,7         | 14 246      | 51,67       |  |
|                | Mansour Kamardine                 | RPR            | 11 354       | 43,41        | 13 324      | 48,33       |  |
|                | Madi Ahamed                       | Divers droite  | 1 118        | 4,27         |             |             |  |
|                | Ibrahim Aboubacar                 | PS             | 1 040        | 3,98         |             |             |  |
|                | Abdourraquib Djounaid             | Divers         | 148          | 0,57         |             |             |  |
|                | Halifa Said                       | FN             | 141          | 0,54         |             |             |  |
|                | Ahamada Salime                    | Les Verts      | 138          | 0,53         |             |             |  |
|                |                                   |                |              |              |             |             |  |
| Inscrits       | Inscrits                          | Inscrits       | 37 365       | 100,00       | 37 407      | 100,00      |  |
| Abstentions    | Abstentions                       | Abstentions    | 11 062       | 29,61        | 9 625       | 25,73       |  |
| Votants        | Votants                           | Votants        | 26 303       | 70,39        | 27 782      | 74,27       |  |
| Blancs et nuls | Blancs et nuls                    | Blancs et nuls | 150          | 0,57         | 212         | 0,76        |  |
| Exprimés       | Exprimés                          | Exprimés       | 26 153       | 99,43        | 27 570      | 99,24       |  |